# Seve van Ass
Severiano Boris "Seve" van Ass (Roterdã, 10 de abril de 1992) é um jogador de hóquei sobre a grama neerlandês.

## Carreira
Filho do treinador Paul van Ass, começou a jogar hóquei no Victoria, um clube de hóquei de campo em Roterdã. Em 2008, ele mudou para o HGC, com quem ganhou a Euro Hockey League de 2010-11. Em 2013, ele retornou a Roterdã para jogar pelo HC Rotterdam, onde jogou por cinco temporadas até 2018, quando retornou ao HGC. Em sua última temporada antes de sua aposentadoria, o HGC foi rebaixado da Hoofdklasse.
Ele participou das Olimpíadas de Verão de 2016. Em junho de 2019, ele foi selecionado para a seleção da Holanda para o Campeonato EuroHockey de 2019 e foi nomeado capitão do torneio. Eles ganharam a medalha de bronze ao derrotar a Alemanha por 4 a 0.
Nos Jogos Olímpicos de Verão de 2024, em Paris, conquistou a medalha de ouro no torneio masculino do hóquei sobre a grama, após vencer na final confronto contra a equipe alemã por pênaltis. Após a final vencedora nas Olimpíadas de Verão de 2024, ele anunciou sua aposentadoria.